# Eimeria roussillona
Eimeria roussillona is een soort in de taxonomische indeling van de Myzozoa, een stam van microscopische parasitaire dieren. Het organisme komt uit het geslacht Eimeria en behoort tot de familie Eimeriidae. Eimeria roussillona werd in 1981 ontdekt door Lom & Dyková.